# Anamari Velenšek

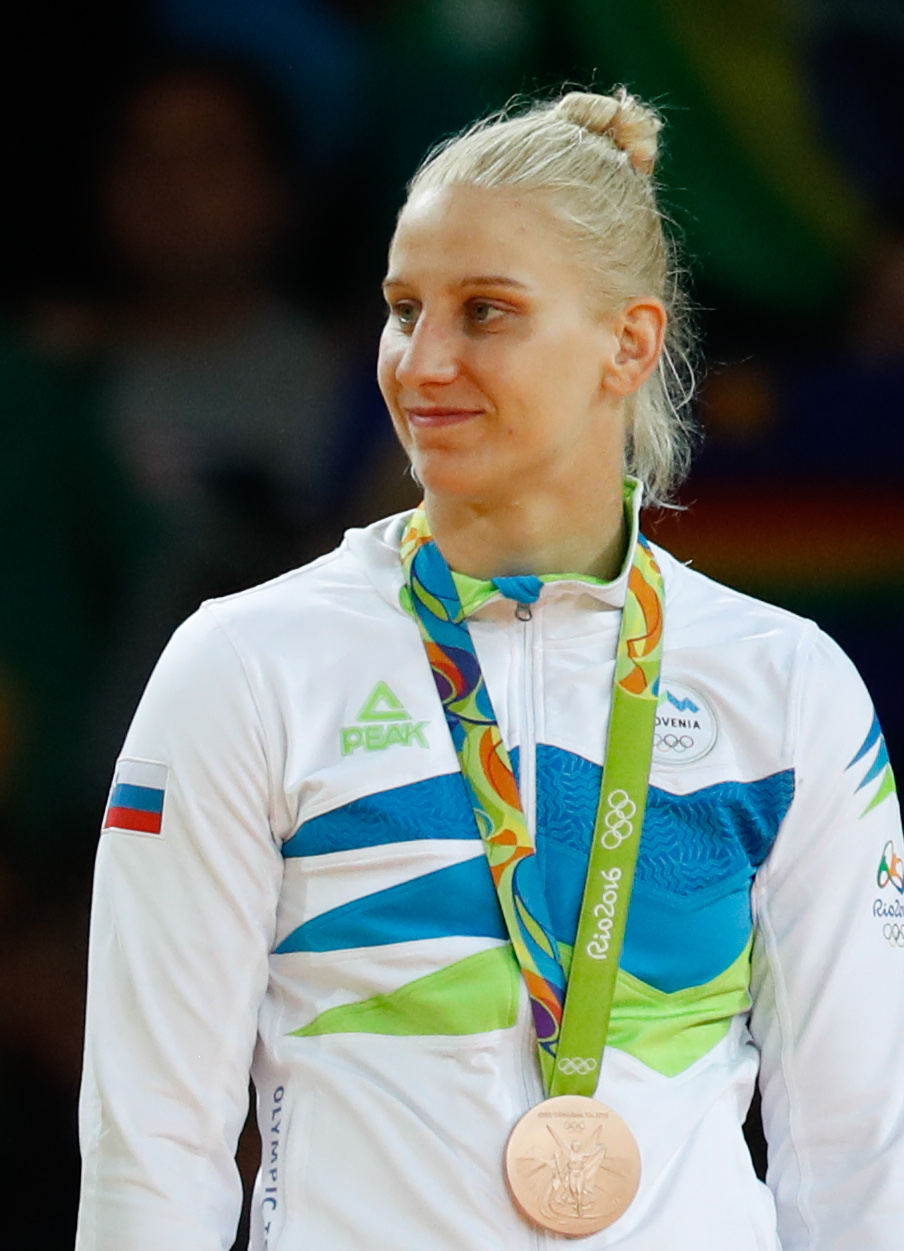
Anamari Velenšek und ihre Bronzemedaille (2016 in Rio de Janeiro)

Anamari Velenšek (* 15. Mai 1991 in Celje) ist eine slowenische Judoka. Sie war Olympiadritte 2016 sowie Weltmeisterschaftsdritte 2014 und Weltmeisterschaftszweite 2015.

## Sportliche Karriere
Die 1,78 m große Judoka startete bis 2009 im Mittelgewicht (bis 70 kg), seither im Halbschwergewicht (bis 78 kg).
Bei den Juniorenweltmeisterschaften belegte sie 2009 den fünften Platz. 2010 belegte sie den siebten Platz bei den Judo-Europameisterschaften 2010. Bei den Juniorenweltmeisterschaften 2010 erreichte sie das Finale und erhielt die Silbermedaille hinter der Brasilianerin Mayra Aguiar. 2011 verlor sie bei den Europameisterschaften in Istanbul im Viertelfinale gegen die Französin Audrey Tcheuméo, den Kampf um die Bronzemedaille gewann sie gegen die Ungarin Abigél Joó. Im Jahr darauf verlor sie im Viertelfinale der Europameisterschaften in Tscheljabinsk gegen die Niederländerin Marhinde Verkerk, gewann aber in der Hoffnungsrunde die Bronzemedaille gegen die Deutsche Luise Malzahn. Bei den Olympischen Spielen 2012 in London verlor sie ihren ersten Kampf gegen die Polin Daria Pogorzelec. Ende 2012 gewann die Slowenin Bronze bei den U23-Europameisterschaften.
2013 erreichte Anamari Velenšek bei den Europameisterschaften in Budapest das Finale und gewann Silber hinter der Französin Lucie Louette. Im Jahr darauf unterlag sie im Viertelfinale der Weltmeisterschaften 2014 in Tscheljabinsk der US-Judoka Kayla Harrison, kämpfte sich dann aber zur Bronzemedaille durch. Bei den Europameisterschaften 2015 verlor Velenšek im Halbfinale gegen Luise Malzahn, gewann aber den Kampf um die Bronzemedaille gegen die Britin Natalie Powell. Tags darauf gewann sie mit dem slowenischen Team die Bronzemedaille im Mannschaftswettbewerb. Bei den Weltmeisterschaften 2015 in Astana besiegte sie im Halbfinale die Französin Audrey Tcheuméo, im Finale unterlag sie der Japanerin Mami Umeki. Nach einem fünften Platz bei den Europameisterschaften 2016 in Kasan gewann sie bei den Olympischen Spielen in Rio de Janeiro ihre ersten beiden Kämpfe und unterlag im Halbfinale der Amerikanerin Kayla Harrison. Im Kampf um Bronze besiegte sie die Deutsche Luise Malzahn.
Seit 2017 kämpft Velenšek im Schwergewicht. Ihre einzige internationale Medaille gewann sie 2019, als sie Zweite bei den Militärweltspielen wurde. Bei den Olympischen Spielen in Tokio schied sie im Achtelfinale gegen die Brasilianerin Maria Suelen Altheman aus.

## Slowenische Meistertitel
- Mittelgewicht: 2009
- Halbschwergewicht: 2010, 2011, 2012, 2013, 2014, 2015
- Schwergewicht: 2017, 2019